# Matty Kennedy
Matty Kennedy est un footballeur écossais, né le 1er novembre 1994 à Irvine en Écosse. Il évolue au poste d'ailier à Kilmarnock FC.

## Biographie

### En club
Le 19 novembre 2011, à l'âge de 17 ans, il fait ses débuts professionnels en faveur de l'équipe de Kilmarnock.
Le 2 février 2015, il rejoint le club de Cardiff City.
Le 25 janvier 2016, il est prêté à Port Vale.
Le 31 janvier 2017, il est prêté à Plymouth Argyle.

### En équipe nationale
Matthew Kennedy est sélectionné dans quasiment toutes les catégories internationales de jeunes. Avec la sélection des moins de 19 ans, il participe aux éliminatoires de l'Euro 2013, inscrivant un but contre l'Arménie.
Le 14 novembre 2012, il fait ses débuts avec l'équipe d'Écosse espoirs, contre le Portugal à l'Estádio do Bonfim.